# Friedhof Marienwerder

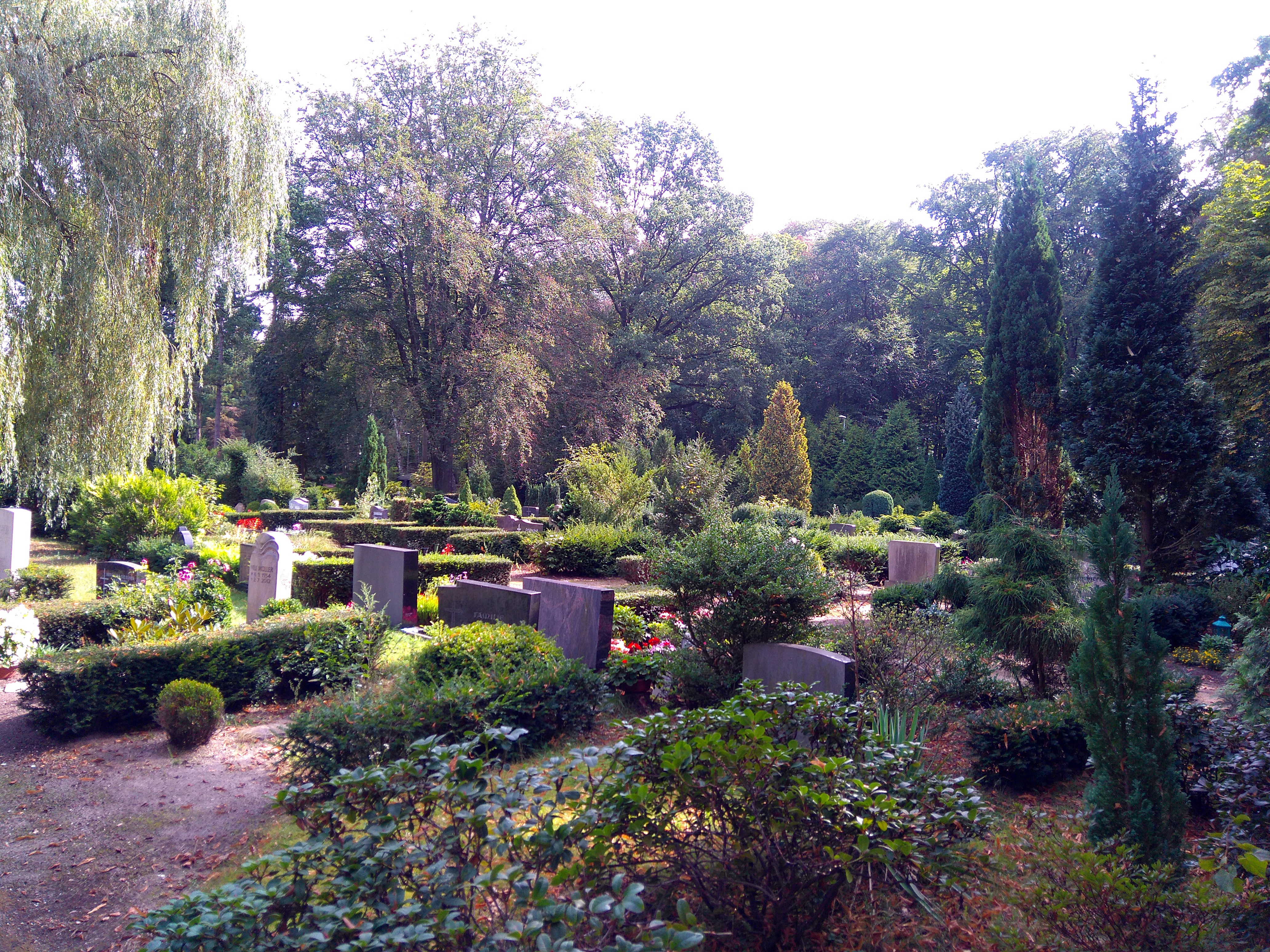
Blick auf den Friedhof Marienwerder

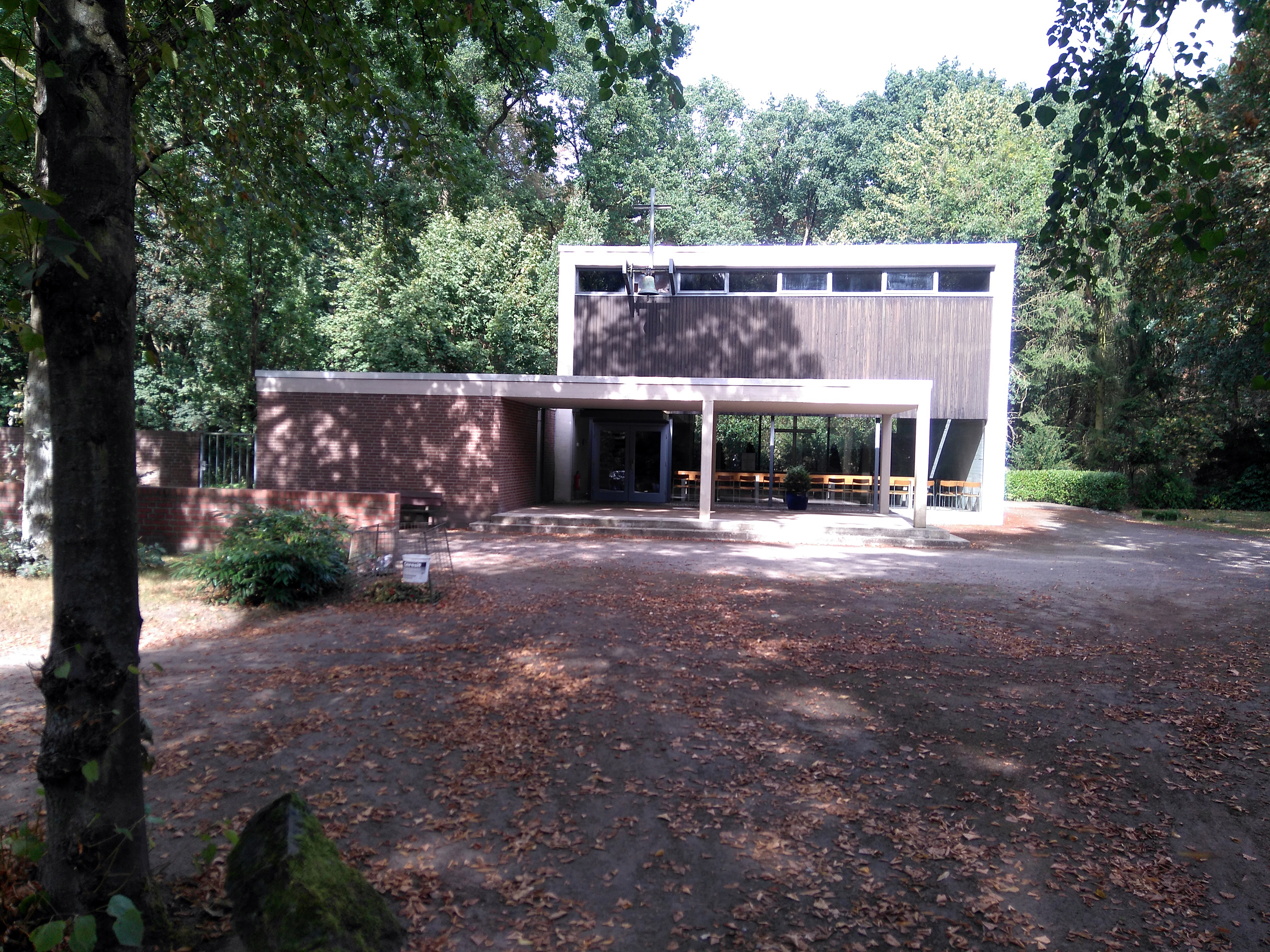
Friedhofskapelle Marienwerder

Der Friedhof Marienwerder ist ein evangelisch-lutherischer Friedhof unter der Adresse Garbsener Landstraße 12 in Hannovers Stadtteil Marienwerder. Die Grünfläche steht unter der Trägerschaft der ev.-luth. Kirchengemeinde, die ihr Büro am Augustinerweg 21 unterhält.

## Geschichte
Der Friedhof am Fuße des Glockenberges im Quantelholz war ursprünglich Teil des Hinüberschen Gartens auf der nördlichen Seite der ehemaligen Landstraße nach Garbsen. Hier entstand der vom Forst des Klosters Marienwerder umgebene Friedhof im Jahr 1862 für die Mitglieder der Kirchengemeinden Marienwerder, Stöcken und Havelse.
Heute weist der rund 21.000 m² große Friedhof einen alten Baumbestand mit viel Grün auf.